# Quand Ulysse revient à Trieste
Quand Ulysse revient à Trieste (titre original en slovène : Mesto v zalivu signifiant « la ville dans le golfe ») est un roman slovène de l'écrivain slovéno-italien Boris Pahor publié originellement en 1955 et en français en 19 avril 2013 aux éditions Pierre-Guillaume de Roux.

## Historique du roman
Ce roman écrit après la Seconde Guerre mondiale par l'écrivain Boris Pahor – Triestin appartenant à la communauté slovène de la ville – prend ses sources dans l'histoire de la minorité slovène durant la période de la République de Salò qui vit les fascistes italiens, et allemands, tenter d'incorporer de force les Slovènes démobilisés dans les troupes combattantes, après des années d'italianisation imposée et de négation de leur identité, entrainant la fuite des jeunes hommes dans le maquis afin de développer une résistance tout à la fois dirigée contre les Allemands et mais également contre les Italiens. Boris Pahor, qui suivit également la voie de la Résistance, fut capturé et envoyé dans différents camps de concentration.
Le roman, dont l'écriture est terminée en 1951, parait initialement en 1955 chez un éditeur de la ville de Koper, dans la partie du Territoire libre de Trieste, à majorité slovène, administrée par la Yougoslavie. Il n'est traduit qu'à partir des années 2000 à l'étranger, tout d'abord en allemand, puis seulement en 2013 en français en raison de la notoriété croissante de son auteur qui approche de ses 100 ans. À cette occasion, la traduction française du livre, édité par Pierre-Guillaume de Roux, est préfacée par le photographe franco-slovène Evgen Bavcar.

## Résumé
Rudi Leban, un jeune Triestin étudiant en droit appartenant à la communauté slovène — démobilisé de l'armée italienne à Bergame au lendemain de la destitution de Benito Mussolini par Victor-Emmanuel III à la suite de l'Ordre du jour Grandi —, retourne clandestinement le 18 septembre 1943 dans sa ville natale au moment de la mise en place de la République de Salò. Alors qu'il arrive à la gare centrale, il échappe de justesse à une rafle organisée par les troupes allemandes pour renvoyer sur le front tous les hommes italiens, et les fuyards démobilisés, en état de combattre. Rudi prend le maquis en rejoignant les villages slovènes du Karst surplombant le golfe de Trieste où s'organise la Résistance slovène à l'ennemi. Entre Kontovel et Prosek, il retrouve une maison où il avait séjourné deux ans auparavant. De là, il sait pouvoir échapper aux troupes allemandes et réussir à contacter les partisans slovènes afin de reprendre la lutte soit dans la montagne, qu'il connait peu, soit clandestinement dans Trieste où ses parents vivent afin de défendre sa terre, sa culture, et sa communauté humiliée par l'italianisation forcée entreprise depuis la fin de la Première Guerre mondiale — et tout particulièrement depuis la prise de pouvoir par le Parti national fasciste en 1922 —, lorsque Trieste, riche port-franc cosmopolite et foisonnant, est détachée de l'Empire austro-hongrois pour intégrer la République italienne qui termine ainsi son unification.
Dans une maison du Karst, Rudi Leban revoit Vida, une jeune Slovène de 19 ans, dégourdie et libérée, ne rêvant que de départ et de culture qu'elle recherche avidement auprès des Italiens afin de s'élever de sa double condition de paysanne et de minorité, sans soucis de ses racines. Tout à la fois blessé et attiré par cette jeune femme débordant d'énergie et de vivacité, il tente de lui faire comprendre le sens de son engagement pour les valeurs qu'il défend contre les fascistes et pour la reconnaissance des Slovènes de Trieste. Alors qu'il prend contact avec les partisans, Rudi fait également la connaissance de Majda, la sœur d'un des chefs maquisards, qui représente à l'inverse l'archétype de la Slovène du Karst attachée à ses racines et qui lutte à sa manière contre l'oppression. La promesse d'un amour naissant est immédiatement à portée de lèvres. Après deux jours d'hésitations, Rudi décide finalement de rejoindre la lutte au cœur de la ville pour « affirmer [son] droit national dans les rues de Trieste, au bord du canal », là même où depuis 1920, et l'incendie de la maison de la Culture slovène, la communauté s'est vue humiliée par les Fascistes.

## Éditions
- (sl) Mesto v zalivu, Primorska založba Lipa, Koper, 1955.
- (hr)  Mesto v zalivu, V. Ljubljani, Mladinska knjiga, 1964.
- (de) Die Stadt in der Bucht, Kitab-Verlag, Klagenfurt, 2005  (ISBN 9783902005427).
- Quand Ulysse revient à Trieste, Éditions Pierre-Guillaume de Roux, Paris, 2013  (ISBN 978-2363710574).